# Grand Prix Miami 2024
Grand Prix Miami 2024, oficjalnie Formula 1 Crypto.com Miami Grand Prix 2024 – szósta runda Mistrzostw Świata Formuły 1 w sezonie 2024. Grand Prix odbyło się w dniach 3–5 maja 2024 na torze Miami International Autodrome w Miami Gardens. Wyścig wygrał Lando Norris (McLaren), a na podium stanęli kolejno Max Verstappen (Red Bull Racing) i Charles Leclerc (Ferrari). Dla Norrisa było to pierwsze zwycięstwo w wyścigu Grand Prix w karierze.

## Lista startowa
| Nr          | Kierowca         | Zespół                        | Samochód                          | Silnik              | Opony |
| ----------- | ---------------- | ----------------------------- | --------------------------------- | ------------------- | ----- |
| 1           | Max Verstappen   | Oracle Red Bull Racing        | Red Bull RB20                     | Honda RBPTH002      | P     |
| 2           | Logan Sargeant   | Williams Racing               | Williams FW46                     | Mercedes-AMG F1 M15 | P     |
| 3           | Daniel Ricciardo | Visa Cash App RB F1 Team      | RB VCARB 01                       | Honda RBPTH002      | P     |
| 4           | Lando Norris     | McLaren Formula 1 Team        | McLaren MCL38                     | Mercedes-AMG F1 M15 | P     |
| 10          | Pierre Gasly     | BWT Alpine F1 Team            | Alpine A524                       | Renault E-Tech RE24 | P     |
| 11          | Sergio Pérez     | Oracle Red Bull Racing        | Red Bull RB20                     | Honda RBPTH002      | P     |
| 14          | Fernando Alonso  | Aston Martin Aramco F1 Team   | Aston Martin AMR24                | Mercedes-AMG F1 M15 | P     |
| 16          | Charles Leclerc  | Scuderia Ferrari HP           | Ferrari SF-24                     | Ferrari 066/12      | P     |
| 18          | Lance Stroll     | Aston Martin Aramco F1 Team   | Aston Martin AMR24                | Mercedes-AMG F1 M15 | P     |
| 20          | Kevin Magnussen  | MoneyGram Haas F1 Team        | Haas VF-24                        | Ferrari 066/10      | P     |
| 22          | Yūki Tsunoda     | Visa Cash App RB F1 Team      | RB VCARB 01                       | Honda RBPTH002      | P     |
| 23          | Alexander Albon  | Williams Racing               | Williams FW46                     | Mercedes-AMG F1 M15 | P     |
| 24          | Zhou Guanyu      | Stake F1 Team Kick Sauber     | Kick Sauber C44                   | Ferrari 066/12      | P     |
| 27          | Nico Hülkenberg  | MoneyGram Haas F1 Team        | Haas VF-24                        | Ferrari 066/10      | P     |
| 31          | Esteban Ocon     | BWT Alpine F1 Team            | Alpine A524                       | Renault E-Tech RE24 | P     |
| 44          | Lewis Hamilton   | Mercedes-AMG PETRONAS F1 Team | Mercedes-AMG F1 W15 E Performance | Mercedes-AMG F1 M15 | P     |
| 55          | Carlos Sainz Jr. | Scuderia Ferrari HP           | Ferrari SF-24                     | Ferrari 066/12      | P     |
| 63          | George Russell   | Mercedes-AMG PETRONAS F1 Team | Mercedes-AMG F1 W15 E Performance | Mercedes-AMG F1 M15 | P     |
| 77          | Valtteri Bottas  | Stake F1 Team Kick Sauber     | Kick Sauber C44                   | Ferrari 066/12      | P     |
| 81          | Oscar Piastri    | McLaren Formula 1 Team        | McLaren MCL38                     | Mercedes-AMG F1 M15 | P     |
| Źródło: FIA |                  |                               |                                   |                     |       |

## Wyniki

### Najlepszy czas sesji treningowej
| Nr          | Kierowca       | Konstruktor                | Czas     | Okr. |
| ----------- | -------------- | -------------------------- | -------- | ---- |
| 1           | Max Verstappen | Red Bull Racing-Honda RBPT | 1:28,595 | 25   |
| Źródło: FIA |                |                            |          |      |

### Kwalifikacje do sprintu
| P           | Nr | Kierowca         | Konstruktor                  | Czasy w kwalifikacjach | Czasy w kwalifikacjach | Czasy w kwalifikacjach | Poz. s. |
| P           | Nr | Kierowca         | Konstruktor                  | SQ1                    | SQ2                    | SQ3                    | Poz. s. |
| ----------- | -- | ---------------- | ---------------------------- | ---------------------- | ---------------------- | ---------------------- | ------- |
| 1           | 1  | Max Verstappen   | Red Bull Racing-Honda RBPT   | 1:28,194               | 1:28,001               | 1:27,641               | 1       |
| 2           | 16 | Charles Leclerc  | Ferrari                      | 1:28,537               | 1:27,977               | 1:27,749               | 2       |
| 3           | 11 | Sergio Pérez     | Red Bull Racing-Honda RBPT   | 1:28,681               | 1:27,865               | 1:27,876               | 3       |
| 4           | 3  | Daniel Ricciardo | RB-Honda RBPT                | 1:28,700               | 1:28,122               | 1:28,044               | 4       |
| 5           | 55 | Carlos Sainz Jr. | Ferrari                      | 1:28,435               | 1:28,262               | 1:28,103               | 5       |
| 6           | 81 | Oscar Piastri    | McLaren-Mercedes             | 1:28,056               | 1:28,163               | 1:28,161               | 6       |
| 7           | 18 | Lance Stroll     | Aston Martin Aramco-Mercedes | 1:28,807               | 1:28,323               | 1:28,375               | 7       |
| 8           | 14 | Fernando Alonso  | Aston Martin Aramco-Mercedes | 1:28,192               | 1:28,189               | 1:28,419               | 8       |
| 9           | 4  | Lando Norris     | McLaren-Mercedes             | 1:27,939               | 1:27,597               | 1:28,472               | 9       |
| 10          | 27 | Nico Hülkenberg  | Haas-Ferrari                 | 1:29,040               | 1:28,330               | 1:28,476               | 10      |
| 11          | 63 | George Russell   | Mercedes                     | 1:28,387               | 1:28,343               |                        | 11      |
| 12          | 44 | Lewis Hamilton   | Mercedes                     | 1:28,736               | 1:28,371               |                        | 12      |
| 13          | 31 | Esteban Ocon     | Alpine-Renault               | 1:28,873               | 1:28,379               |                        | 13      |
| 14          | 20 | Kevin Magnussen  | Haas-Ferrari                 | 1:28,377               | 1:28,614               |                        | 14      |
| 15          | 22 | Yūki Tsunoda     | RB-Honda RBPT                | 1:28,687               | –                      |                        | 15      |
| 16          | 10 | Pierre Gasly     | Alpine-Renault               | 1:29,185               |                        |                        | 16      |
| 17          | 24 | Zhou Guanyu      | Kick Sauber-Ferrari          | 1:29,267               |                        |                        | 17      |
| 18          | 77 | Valtteri Bottas  | Kick Sauber-Ferrari          | 1:29,360               |                        |                        | 19      |
| 19          | 2  | Logan Sargeant   | Williams-Mercedes            | 1:29,551               |                        |                        | 18      |
| 20          | 23 | Alexander Albon  | Williams-Mercedes            | 1:29,858               |                        |                        | PL      |
| Źródło: FIA |    |                  |                              |                        |                        |                        |         |

### Sprint
| P           | Nr | Kierowca         | Konstruktor                  | Okr. | Czas         | Start | +/-       | Punkty |
| ----------- | -- | ---------------- | ---------------------------- | ---- | ------------ | ----- | --------- | ------ |
| 1           | 1  | Max Verstappen   | Red Bull Racing-Honda RBPT   | 19   | 31:31,383    | 1     | Bez zmian | 8      |
| 2           | 16 | Charles Leclerc  | Ferrari                      | 19   | +3,371       | 2     | Bez zmian | 7      |
| 3           | 11 | Sergio Pérez     | Red Bull Racing-Honda RBPT   | 19   | +5,095       | 3     | Bez zmian | 6      |
| 4           | 3  | Daniel Ricciardo | RB-Honda RBPT                | 19   | +14,971      | 4     | Bez zmian | 5      |
| 5           | 55 | Carlos Sainz Jr. | Ferrari                      | 19   | +15,222      | 5     | Bez zmian | 4      |
| 6           | 81 | Oscar Piastri    | McLaren-Mercedes             | 19   | +15,750      | 6     | Bez zmian | 3      |
| 7           | 27 | Nico Hülkenberg  | Haas-Ferrari                 | 19   | +22,054      | 10    | 3         | 2      |
| 8           | 22 | Yūki Tsunoda     | RB-Honda RBPT                | 19   | +29,816      | 15    | 7         | 1      |
| 9           | 10 | Pierre Gasly     | Alpine-Renault               | 19   | +31,880      | 16    | 7         |        |
| 10          | 2  | Logan Sargeant   | Williams-Mercedes            | 19   | +34,355      | 18    | 8         |        |
| 11          | 24 | Zhou Guanyu      | Kick Sauber-Ferrari          | 19   | +35,078      | 17    | 6         |        |
| 12          | 63 | George Russell   | Mercedes                     | 19   | +35,755      | 11    | 1         |        |
| 13          | 23 | Alexander Albon  | Williams-Mercedes            | 19   | +36,086      | PL    | 7         |        |
| 14          | 77 | Valtteri Bottas  | Kick Sauber-Ferrari          | 19   | +36,892      | 19    | 5         |        |
| 15          | 31 | Esteban Ocon     | Alpine-Renault               | 19   | +37,740      | 13    | 2         |        |
| 16          | 44 | Lewis Hamilton   | Mercedes                     | 19   | +49,347      | 12    | 4         |        |
| 17          | 14 | Fernando Alonso  | Aston Martin Aramco-Mercedes | 19   | +59,347      | 8     | 9         |        |
| 18          | 20 | Kevin Magnussen  | Haas-Ferrari                 | 19   | +66,303      | 14    | 4         |        |
| NS          | 18 | Lance Stroll     | Aston Martin Aramco-Mercedes | 1    | NU (kolizja) | 7     |           |        |
| NS          | 4  | Lando Norris     | McLaren-Mercedes             | 0    | NU (kolizja) | 9     |           |        |
| Źródło: FIA |    |                  |                              |      |              |       |           |        |

#### Najszybsze okrążenie w sprincie
| Nr          | Kierowca       | Konstruktor                | Czas     | Okr. |
| ----------- | -------------- | -------------------------- | -------- | ---- |
| 1           | Max Verstappen | Red Bull Racing-Honda RBPT | 1:30,415 | 4    |
| Źródło: FIA |                |                            |          |      |

### Kwalifikacje
| P           | Nr | Kierowca         | Konstruktor                  | Czasy w kwalifikacjach | Czasy w kwalifikacjach | Czasy w kwalifikacjach | Poz. s. |
| P           | Nr | Kierowca         | Konstruktor                  | Q1                     | Q2                     | Q3                     | Poz. s. |
| ----------- | -- | ---------------- | ---------------------------- | ---------------------- | ---------------------- | ---------------------- | ------- |
| 1           | 1  | Max Verstappen   | Red Bull Racing-Honda RBPT   | 1:27,689               | 1:27,566               | 1:27,241               | 1       |
| 2           | 16 | Charles Leclerc  | Ferrari                      | 1:28,081               | 1:27,533               | 1:27,382               | 2       |
| 3           | 55 | Carlos Sainz Jr. | Ferrari                      | 1:27,937               | 1:27,941               | 1:27,455               | 3       |
| 4           | 11 | Sergio Pérez     | Red Bull Racing-Honda RBPT   | 1:27,772               | 1:27,839               | 1:27,460               | 4       |
| 5           | 4  | Lando Norris     | McLaren-Mercedes             | 1:27,913               | 1:27,871               | 1:27,594               | 5       |
| 6           | 81 | Oscar Piastri    | McLaren-Mercedes             | 1:28,032               | 1:27,721               | 1:27,675               | 6       |
| 7           | 63 | George Russell   | Mercedes                     | 1:28,159               | 1:28,095               | 1:28,067               | 7       |
| 8           | 44 | Lewis Hamilton   | Mercedes                     | 1:28,167               | 1:27,697               | 1:28,107               | 8       |
| 9           | 27 | Nico Hülkenberg  | Haas-Ferrari                 | 1:28,383               | 1:28,200               | 1:28,146               | 9       |
| 10          | 22 | Yūki Tsunoda     | RB-Honda RBPT                | 1:28,324               | 1:28,167               | 1:28,192               | 10      |
| 11          | 18 | Lance Stroll     | Aston Martin Aramco-Mercedes | 1:28,177               | 1:28,222               |                        | 11      |
| 12          | 10 | Pierre Gasly     | Alpine-Renault               | 1:27,976               | 1:28,324               |                        | 12      |
| 13          | 31 | Esteban Ocon     | Alpine-Renault               | 1:28,209               | 1:28,371               |                        | 13      |
| 14          | 23 | Alexander Albon  | Williams-Mercedes            | 1:28,343               | 1:28,413               |                        | 14      |
| 15          | 14 | Fernando Alonso  | Aston Martin Aramco-Mercedes | 1:28,453               | 1:28,427               |                        | 15      |
| 16          | 77 | Valtteri Bottas  | Kick Sauber-Ferrari          | 1:28,463               |                        |                        | 16      |
| 17          | 2  | Logan Sargeant   | Williams-Mercedes            | 1:28,487               |                        |                        | 17      |
| 18          | 3  | Daniel Ricciardo | RB-Honda RBPT                | 1:28,617               |                        |                        | 20      |
| 19          | 20 | Kevin Magnussen  | Haas-Ferrari                 | 1:28,619               |                        |                        | 18      |
| 20          | 24 | Zhou Guanyu      | Kick Sauber-Ferrari          | 1:28,824               |                        |                        | 19      |
| Źródło: FIA |    |                  |                              |                        |                        |                        |         |

### Wyścig
| P           | Nr | Kierowca         | Konstruktor                  | Okr. | Czas         | Start | +/-       | Punkty |
| ----------- | -- | ---------------- | ---------------------------- | ---- | ------------ | ----- | --------- | ------ |
| 1           | 4  | Lando Norris     | McLaren-Mercedes             | 57   | 1:30:49,876  | 5     | 4         | 25     |
| 2           | 1  | Max Verstappen   | Red Bull Racing-Honda RBPT   | 57   | +7,612       | 1     | 1         | 18     |
| 3           | 16 | Charles Leclerc  | Ferrari                      | 57   | +9,920       | 2     | 1         | 15     |
| 4           | 11 | Sergio Pérez     | Red Bull Racing-Honda RBPT   | 57   | +14,650      | 4     | Bez zmian | 12     |
| 5           | 55 | Carlos Sainz Jr. | Ferrari                      | 57   | +16,407      | 3     | 2         | 10     |
| 6           | 44 | Lewis Hamilton   | Mercedes                     | 57   | +16,585      | 8     | 2         | 8      |
| 7           | 22 | Yūki Tsunoda     | RB-Honda RBPT                | 57   | +26,185      | 10    | 3         | 6      |
| 8           | 63 | George Russell   | Mercedes                     | 57   | +34,789      | 7     | 1         | 4      |
| 9           | 14 | Fernando Alonso  | Aston Martin Aramco-Mercedes | 57   | +37,107      | 15    | 6         | 2      |
| 10          | 31 | Esteban Ocon     | Alpine-Renault               | 57   | +39,746      | 13    | 3         | 1      |
| 11          | 27 | Nico Hülkenberg  | Haas-Ferrari                 | 57   | +40,789      | 9     | 2         |        |
| 12          | 10 | Pierre Gasly     | Alpine-Renault               | 57   | +44,958      | 12    | Bez zmian |        |
| 13          | 81 | Oscar Piastri    | McLaren-Mercedes             | 57   | +49,756      | 6     | 7         | [ g ]  |
| 14          | 24 | Zhou Guanyu      | Kick Sauber-Ferrari          | 57   | +49,979      | 19    | 5         |        |
| 15          | 3  | Daniel Ricciardo | RB-Honda RBPT                | 57   | +50,956      | 20    | 5         |        |
| 16          | 77 | Valtteri Bottas  | Kick Sauber-Ferrari          | 57   | +52,356      | 16    | Bez zmian |        |
| 17          | 18 | Lance Stroll     | Aston Martin Aramco-Mercedes | 57   | +55,173      | 11    | 6         |        |
| 18          | 23 | Alexander Albon  | Williams-Mercedes            | 57   | +76,091      | 14    | 4         |        |
| 19          | 20 | Kevin Magnussen  | Haas-Ferrari                 | 57   | +84,683      | 18    | 1         |        |
| NS          | 2  | Logan Sargeant   | Williams-Mercedes            | 27   | NU (kolizja) | 17    |           |        |
| Źródło: FIA |    |                  |                              |      |              |       |           |        |

#### Najszybsze okrążenie
| Nr          | Kierowca      | Konstruktor      | Czas     | Okr. |
| ----------- | ------------- | ---------------- | -------- | ---- |
| 81          | Oscar Piastri | McLaren-Mercedes | 1:30,634 | 43   |
| Źródło: FIA |               |                  |          |      |

## Klasyfikacja po wyścigu

### Kierowcy
| P           | +/−       | Kierowca         | Zgł. | Punkty | P1 | P2 | P3 | PP | NO | NS | NU |
| ----------- | --------- | ---------------- | ---- | ------ | -- | -- | -- | -- | -- | -- | -- |
| 1           | Bez zmian | Max Verstappen   | 6    | 136    | 4  | 1  | –  | 6  | 2  | 1  | 1  |
| 2           | Bez zmian | Sergio Pérez     | 6    | 103    | –  | 3  | 1  | –  | –  | –  | –  |
| 3           | Bez zmian | Charles Leclerc  | 6    | 98     | –  | 1  | 2  | –  | 2  | –  | –  |
| 4           | 1         | Lando Norris     | 6    | 83     | 1  | 1  | 1  | –  | –  | –  | –  |
| 5           | 1         | Carlos Sainz Jr. | 5    | 83     | 1  | –  | 2  | –  | –  | –  | –  |
| 6           | Bez zmian | Oscar Piastri    | 6    | 41     | –  | –  | –  | –  | 1  | –  | –  |
| 7           | Bez zmian | George Russell   | 6    | 37     | –  | –  | –  | –  | –  | –  | 1  |
| 8           | Bez zmian | Fernando Alonso  | 6    | 33     | –  | –  | –  | –  | 1  | –  | –  |
| 9           | Bez zmian | Lewis Hamilton   | 6    | 27     | –  | –  | –  | –  | –  | 1  | 1  |
| 10          | 1         | Yūki Tsunoda     | 6    | 14     | –  | –  | –  | –  | –  | 1  | 1  |
| 11          | 1         | Lance Stroll     | 6    | 9      | –  | –  | –  | –  | –  | 1  | 1  |
| 12          | Bez zmian | Oliver Bearman   | 1    | 6      | –  | –  | –  | –  | –  | –  | –  |
| 13          | Bez zmian | Nico Hülkenberg  | 6    | 6      | –  | –  | –  | –  | –  | –  | –  |
| 14          | 4         | Daniel Ricciardo | 6    | 5      | –  | –  | –  | –  | –  | 2  | 2  |
| 15          | 1         | Esteban Ocon     | 6    | 1      | –  | –  | –  | –  | –  | –  | –  |
| 16          | 2         | Kevin Magnussen  | 6    | 1      | –  | –  | –  | –  | –  | –  | –  |
| 17          | 2         | Alexander Albon  | 6    | 0      | –  | –  | –  | –  | –  | 1  | 1  |
| 18          | 1         | Zhou Guanyu      | 6    | 0      | –  | –  | –  | –  | –  | 1  | 1  |
| 19          | Bez zmian | Pierre Gasly     | 6    | 0      | –  | –  | –  | –  | –  | 1  | 1  |
| 20          | Bez zmian | Valtteri Bottas  | 6    | 0      | –  | –  | –  | –  | –  | 1  | 1  |
| 21          | Bez zmian | Logan Sargeant   | 5    | 0      | –  | –  | –  | –  | –  | 1  | 1  |
| Źródło: FIA |           |                  |      |        |    |    |    |    |    |    |    |

### Konstruktorzy
| P           | +/-       | Konstruktor                  | Zgł. | Punkty | P1 | P2 | P3 | PP | NO | NS | NU |
| ----------- | --------- | ---------------------------- | ---- | ------ | -- | -- | -- | -- | -- | -- | -- |
| 1           | Bez zmian | Red Bull Racing-Honda RBPT   | 12   | 239    | 4  | 4  | 1  | 6  | 2  | 1  | 1  |
| 2           | Bez zmian | Ferrari                      | 12   | 187    | 1  | 1  | 4  | –  | 2  | –  | –  |
| 3           | Bez zmian | McLaren-Mercedes             | 12   | 124    | 1  | 1  | 1  | –  | 1  | –  | –  |
| 4           | Bez zmian | Mercedes                     | 12   | 64     | –  | –  | –  | –  | –  | 1  | 2  |
| 5           | Bez zmian | Aston Martin Aramco-Mercedes | 12   | 42     | –  | –  | –  | –  | 1  | 1  | 1  |
| 6           | Bez zmian | RB-Honda RBPT                | 12   | 19     | –  | –  | –  | –  | –  | 3  | 3  |
| 7           | Bez zmian | Haas-Ferrari                 | 12   | 7      | –  | –  | –  | –  | –  | –  | –  |
| 8           | 1         | Alpine-Renault               | 12   | 1      | –  | –  | –  | –  | –  | 1  | 1  |
| 9           | 1         | Williams-Mercedes            | 11   | 0      | –  | –  | –  | –  | –  | 2  | 2  |
| 10          | Bez zmian | Kick Sauber-Ferrari          | 12   | 0      | –  | –  | –  | –  | –  | 2  | 2  |
| Źródło: FIA |           |                              |      |        |    |    |    |    |    |    |    |